# Ruta Estatal de California 59
La Ruta Estatal de California 59, y abreviada SR 59 (en inglés: California State Route 59) es una carretera estatal estadounidense ubicada en el estado de California. La carretera inicia en el Sur desde la SR 152     cerca de El Nido hacia el Norte en la CR J16 /CR J59     en Snelling. La carretera tiene una longitud de 54,3 km (33.76 mi).

## Mantenimiento
Al igual que las autopistas interestatales, y las rutas federales y el resto de carreteras estatales, la Ruta Estatal de California 59 es administrada y mantenida por el Departamento de Transporte de California por sus siglas en inglés Caltrans.

## Cruces
La Ruta Estatal de California 59 es atravesada principalmente por la  SR 99  SR 140   en Merced.